# Parlementair onderzoek TBS-stelsel
Op 16 juni 2005 besloot de Tweede Kamer een parlementair onderzoek in te stellen naar het tbs-stelsel. Aanleiding was de betrokkenheid van een tbs'er die zich aan zijn verlof had onttrokken, bij een moord. Doel van het onderzoek was te achterhalen waarom het tbs-stelsel in de huidige vorm onvoldoende in staat zou zijn de maatschappij te beschermen tegen mensen die na behandeling opnieuw ernstige misdrijven plegen.
In januari 2006 bracht de inmiddels benoemde Tijdelijke commissie tbs-stelsel werkbezoeken aan Engeland en Duitsland. Daarna volgden besloten gesprekken in februari, ook op locatie. Van 13 tot en met 24 maart 2006 sprak de commissie met deskundigen, mensen uit het veld en (oud-)bewindslieden. Deze laatste gesprekken waren openbaar en werden live op Nederland 2 uitgezonden.
Op 16 mei 2006 verscheen het eindrapport. Het tbs-stelsel hoeft niet herzien te worden, maar moet wel op een aantal punten worden aangepast, zo concludeerde de commissie.
Voorzitter van de commissie was de VVD'er Arno Visser.

## Voorgeschiedenis
Rechters kunnen daders van een strafbaar feit geheel of gedeeltelijk ontoerekeningsvatbaar verklaren. Dat wil zeggen dat deze lijden aan een persoonlijkheids- of psychische stoornis. De stoornis heeft bijgedragen aan het plegen van het strafbare feit. De kans dat zij nogmaals in de fout gaan, is daardoor groot.
Tijdens de periode van tbs (terbeschikkingstelling) wordt met behulp van therapie de stoornis behandeld. Dit gebeurt op vrijwillige basis, tenzij de rechter tbs met dwangverpleging heeft bevolen. In dat geval kunnen bepaalde verpleegmiddelen onder dwang worden ingezet, echter uitsluitend op wettelijke basis en altijd onder strikte voorwaarden. Genezing van de stoornis is soms niet mogelijk; dan zal het behandeldoel zich richten op het onder controle krijgen van de stoornis en recidivebeheersing. Hierna kan worden gewerkt aan terugkeer in de maatschappij. Dat gebeurt geleidelijk, na meerdere perioden van proefverlof.
In juni 2004 ontsnapte een tbs'er en ontvoerde vervolgens een meisje. Na een wilde achtervolging werd de tbs'er met het ontvoerde meisje in Duitsland opgepakt. Hij bleek haar, behalve ernstig bedreigd, ook seksueel misbruikt te hebben.
Minister Donner werd in de Tweede Kamer zwaar bekritiseerd, omdat er rond het verlof allerlei zaken mis waren gegaan. Hij overleefde een door de LPF ingediende motie van wantrouwen (alleen PvdA en LPF stemden vóór), maar moest wel verscherping van de verlofprocedure toezeggen.
Desalniettemin ontsnapte tijdens een begeleid verlof in juni 2005 wederom een tbs-patiënt. Deze werd aangetroffen in het huis van een man die vlak daarvoor vermoord gevonden was. De patiënt werd als verdachte van moord aangehouden.

## De instelling van de commissie
De Tweede Kamer riep minister Donner op 17 juni 2005 in een spoeddebat ter verantwoording. LPF en de Groep Wilders eisten het aftreden van de minister, maar een motie van wantrouwen kreeg alleen de steun van deze twee fracties. Wel werd een motie van de Kamerleden Wolfsen en Weekers aangenomen.
Wolfsen en Weekers meenden dat het tbs-stelsel in zijn (toenmalige) vorm onvoldoende in staat was de maatschappij te beschermen tegen mensen die na behandeling opnieuw ernstige misdrijven plegen. Zij stelden voor een parlementair onderzoek in te stellen naar de oorzaken daarvan, dat ook de fundamenten zou kunnen leggen voor een verbeterd tbs-stelsel.
Nadat leden van de Tweede Kamercommissies voor Justitie en VWS eind augustus 2005 al twee tbs-instellingen hadden bezocht en met deskundigen uit binnen- en buitenland hadden gesproken, stelden deze commissies een onderzoeksvoorstel op. De Tweede Kamer stemde op 22 september 2005 daarmee in, naar aanleiding waarvan een parlementaire onderzoekscommissie werd ingesteld onder voorzitterschap van de VVD'er Arno Visser.

## Onderzoeksvragen en werkwijze
Het doel van het onderzoek was de huidige stand van de zorg voor psychisch gestoorde delinquenten en geestelijk gestoorden die dreigen strafbare feiten te begaan, verhelderd te krijgen, zodat de politiek de juiste keuzes zou kunnen maken. Concreet kwam het erop neer dat de Tweede Kamer met het onderzoek wilde achterhalen waarom het tbs-stelsel in de huidige vorm onvoldoende in staat zou zijn de maatschappij te beschermen tegen mensen die na behandeling opnieuw ernstige misdrijven plegen.
De Tweede Kamer formuleerde zeven onderzoeksvragen:
- Hoe werkt het huidige systeem en hoe kan dit worden verbeterd?
- Wat is er al bekend en voorgenomen en uitgevoerd ten aanzien van het tbs-stelsel en de behandeling van geestelijk gestoorden die delictgevaarlijk zijn?
- Welke inzichten levert de analyse van onttrekkingen, ontvluchtingen en incidenten tijdens een onttrekking of ontvluchting en (zware) recidive in het algemeen op?
- Welke problemen zijn te destilleren uit de vragen 1 tot en met 3?
- Zijn er relevante buitenlandse voorbeelden van berechting en/of behandeling van psychisch gestoorde delinquenten en welke lessen zijn hieruit te trekken?
- Welke aanpassingen zijn nodig in het systeem van bejegening van delictgevaarlijke personen met een geestelijke stoornis
  - in wet- en regelgeving
  - in beleid en uitvoering
  - in deskundigheidsbevordering
  - in verantwoordelijkheden en regie rond beslismomenten?
- Is in dat verband het instellen van een 'parole board' wenselijk? Hoe kan de zware recidive, zoals bij de recente incidenten (zaak Eibergen, Venrayse rellen en zaak Amsterdam) beter worden voorkomen? Kan de recidive worden verminderd en zo ja, hoe?

Het onderzoek werd uitgevoerd door een tijdelijke parlementaire onderzoekscommissie die
- delen van het onderzoek uitbesteedde aan derden;
- met het kabinet afstemde welke (deel)vragen al werden onderzocht in opdracht van het kabinet;
- zich ook oriënteerde in het buitenland.

## Samenstelling commissie
- Arno Visser (voorzitter) (VVD)
- Nebahat Albayrak (PvdA)
- Cisca Joldersma (CDA)
- Krista van Velzen (SP)
- Marijke Vos (GroenLinks)

### Andere hoofdpersonen
- Minister Piet Hein Donner
- Aleid Wolfsen (PvdA)
- Frans Weekers (VVD)

## Werkwijze
De eerste twee onderzoeksvragen besteedde de commissie uit aan Regioplan Beleidsonderzoek te Amsterdam:
- Hoe werkt het huidige systeem en hoe kan dit worden verbeterd?
- Wat is er al bekend en voorgenomen en uitgevoerd ten aanzien van het tbs-stelsel en de behandeling van geestelijk gestoorden die delictgevaarlijk zijn?

In opdracht van het ministerie van Justitie voerde het Expertisecentrum Forensische Psychiatrie al een onderzoek uit naar de onttrekkingen. De commissie stelde zich op de hoogte van de gebruikte onderzoeksmethoden. Mede op grond daarvan en op grond van de onafhankelijkheid van de onderzoekers was de commissie tevreden met de onderzoeksresultaten. Daarmee was de derde onderzoeksvraag beantwoord.
Daarnaast bracht de commissie in januari werkbezoeken aan Engeland en Duitsland. Van 13 februari 2006 tot en met 24 februari 2006 voerde de commissie besloten gesprekken met deskundigen en betrokkenen. Ook werden gespreken gevoerd in De Rooyse Wissel te Oostrum en in de Mesdagkliniek te Groningen. Doel van al deze gesprekken was
- het toetsen van nieuwe inzichten;
- bevindingen uit het vooronderzoek voorleggen aan deskundigen;
- kennis en inzicht in het stelsel vergroten.

Van 13 maart 2006 tot en met 24 maart 2006 voerde de commissie openbare gesprekken met wetenschappers, mensen uit het 'veld' en (oud-)bewindslieden.

## De openbare gesprekken
13 maart 2006: Tbs-patiënten zitten niet altijd op de goede plaats

Zowel voor aanvang als na afloop van de behandeling worden besluiten genomen die het tbs-stelsel onder druk zetten. Bovendien sluit de huidige geestelijke gezondheidszorg slecht aan op het tbs-stelsel. Dat bleek op de eerste dag tijdens de openbare gesprekken van de Tweede Kamercommissie die het tbs-stelsel onderzoekt. De commissie was in gesprek met deskundigen, een officier van justitie en een rechter.
15 maart 2006: Verdachten proberen tbs te ontlopen

Verdachten van een ernstig misdrijf weigeren steeds vaker medewerking aan een psychiatrisch onderzoek. Op die manier proberen zij tbs te ontlopen. 'De angst voor tbs is groot. Mensen hebben liever de volle mep aan straf, maar wetend wanneer dat eindigt', zo zeiden deskundigen op de tweede dag van de openbare gesprekken tegen de Tweede Kamercommissie tbs-stelsel. Een voor het gesprek uitgenodigde advocaat beaamde deze tactiek.
17 maart 2006: Effect tbs sinds 1928 nooit onderzocht

Hoewel de tbs-maatregel al sinds 1928 bestaat, is het effect ervan nooit onderzocht. Dit zei prof. dr. C. de Ruiter op de derde dag van de openbare gesprekken van de Tweede Kamercommissie tbs-stelsel. Volgens de bijzonder hoogleraar forensische psychologie is er in de sector geen trend zichtbaar om het resultaat wel goed in kaart te brengen.
20 maart 2006: Verlof en recidive

Op de vierde dag van de openbare gesprekken van de onderzoekscommissie tbs-stelsel presenteerde dr. mr. Hillebrand een onderzoek van het Expertisecentrum Forensische Psychiatrie (EFP). Dit onderzoek, dat in opdracht van minister Donner was uitgevoerd, bracht voor de eerste keer de ongeoorloofde afwezigheid en recidives van tbs-patiënten in kaart.
22 maart 2006: Jeugd-tbs'ers recidiveren vaker dan 'reguliere' tbs'ers

Het effect van jeugd-tbs is op zijn zachtst gezegd twijfelachtig. Bijna 68 procent van de jongeren plegen na verblijf in een jeugdinrichting opnieuw een delict. Voor de reguliere tbs ligt dat op 28 procent. Dit kwam op de vijfde dag van de gesprekken van de onderzoeksommissie tbs-stelsel naar voren.
24 maart 2006: Donner deelt negatieve beeld van tbs-stelsel niet

Minister Donner is, hoewel deskundigen soms kritische geluiden laten horen, tamelijk positief over de resultaten van het tbs-stelsel. Hij benadrukte tijdens de laatste dag van de verhoren door de onderzoekscommissie tbs-stelsel dat het aantal recidiven (veroordeelden die in herhaling vallen) daalt en dat de behandeling steeds doelmatiger blijkt te zijn.

## Conclusies en aanbevelingen
De commissie kwam in het op 16 mei 2006 gepubliceerde rapport tot de conclusie dat de uitgangspunten en de doelstellingen van het tbs-stelsel niet zijn achterhaald. Maar om de maatschappij beter te beschermen zijn wel een aantal aanpassingen noodzakelijk. Die zijn van juridische, beleidsmatige en praktijkgerichte aard.
- De termijn waarin patiënten na hun behandeling en proefverloven in de gaten worden gehouden, moet worden verlengd van drie naar negen jaar.
- Tbs-klinieken moeten de mogelijkheid krijgen patiënten die zelf geen inzicht hebben in hun ziektebeeld, te verplichten medicijnen in te nemen.
- Het huidige verlofbeleid is adequaat, maar niet de minister van Justitie maar een nieuwe forensisch psychiatrische dienst moet de verlofmachtigingen afgeven. Overigens moet de minister wel verantwoordelijk blijven.
- Met de behandeling van patiënten die nog in een gevangenis zitten, moet in afwachting van een plek in een kliniek al worden begonnen. Dat bevordert de doorstroom van gevangenis naar kliniek.
- Er moet speciale aandacht komen voor de behandeling van verslaving.
- Uitbehandelde tbs-ers die niet in de maatschappij kunnen terugkeren, moeten levenslang tbs krijgen en in een 'longstay' terechtkomen. Deze 'longstay' mag niet tot een vergaarbak worden van tbs-ers met een veelheid aan stoornissen en diversiteit aan delictgevaar, zoals nu met de 'longstay' het geval is.
- Tbs-klinieken en instellingen voor geestelijke gezondheidszorg (ggz) moeten zich specialiseren. Dat zou moeten leiden tot speciale klinieken voor patiënten met een psychotisch ziektebeeld. De overgang van tbs-kliniek naar ggz moet overigens soepeler.
- Er moet meer wetenschappelijk onderzoek komen naar de effectiviteit van behandelmethoden. Klinieken moeten niet per plaats worden gefinancierd maar per behandeling.